# Aphotopontius acanthinus
Aphotopontius acanthinus is een eenoogkreeftjessoort uit de familie van de Dirivultidae. De wetenschappelijke naam van de soort is voor het eerst geldig gepubliceerd in 1994 door Humes & Lutz.